# Liste der Träger des Verdienstordens des Landes Südtirol
Diese Liste führt die Träger des Verdienstordens des Landes Südtirol auf. Die Auszeichnung wurde im März 2008 gestiftet und wird immer am 5. September, dem Jahrestag des Pariser Vertrags, verliehen. 
→ siehe auch: Liste der Träger des Großen Verdienstordens des Landes Südtirol

## 2009
- Renate Bawiedemann, Bundesgeschäftsführerin des Kulturwerks für Südtirol
- Hans R. Beierlein, Vater des Grand Prix der Volksmusik
- Aldo Cosentino, Generaldirektor im italienischen Umweltministerium
- Hans Goebl, Sprachwissenschaftler und Ladiner-Experte
- Hans-Dieter Hartl, Journalist
- Elena Montecchi, Staatssekretärin
- Günter Oberleitner, Sektionschef a. D. im österreichischen Bildungsministerium
- Reinhard Olt, Journalist
- Gerd Schildbach, Unternehmer

## 2011
- Richard Agreiter, Bildhauer
- Renato Ballardini, Europa- und Kammerabgeordneter
- Gaetano Gifuni, Generalsekretär
- Helmut Kritzinger, Bundesratspräsident
- Franco Pasargiklian, Zivilschutzexperte
- Herbert Neumayer, Leiter des österreichischen Bundespressedienstes
- Claudio Riesen, Vorsitzender der Staatskanzlei des Kantons Graubünden
- Carla Scoz, Regierungskommissarin
- Ludwig Zack, Bundespräses von Kolping Österreich